# 2馬力選挙
2馬力選挙（にばりきせんきょ）とは、日本の公職選挙上の選挙戦略の一つであり、特定の候補者を当選させるために、当選目的のない他人が同じ選挙に立候補することを指す。

## 定義
当該事象は、選挙に立候補した者が『自分が当選することを目的とせず、同一選挙に立候補した人物への投票を呼びかけるなどしてその立候補者の当選を図ることを狙いとした』選挙運動を指す。

## 事例
2024年兵庫県知事選挙では、立候補者であった斉藤元彦を応援する目的で、NHKから国民を守る党の立花孝志が立候補した。

## 問題点・批判
- 2馬力選挙は、本来の選挙のあり方とは異なるという指摘がある[7]。
- 各候補者に割り当てられた、選挙カーやポスターの公職選挙法上の数量制限に違反するという指摘がある[8]。